# Friedrich Steffens
Friedrich Steffens (* 12. Oktober 1905 in Bremen; † 21. März 1982) war ein deutscher Politiker (Bremer Demokratische Volkspartei (BDV), Deutsche Partei (DP), Gesamtdeutsche Partei (GDP), CDU) aus Bremen und er war Mitglied der Bremischen Bürgerschaft. 

## Biografie

### Ausbildung und Beruf
Steffens war als kaufmännischer Angestellter in Bremen tätig.  

### Politik
Steffens war in Bremen seit 1946 Mitglied in der BDV bzw. BDV/FDP, ab 1951 der Deutschen Partei (DP) und seit 1961 der Gesamtdeutschen Partei (GDP). 1962 trat er in die CDU ein.  
Von 1947 bis 1963 war er 16 Jahre lang Mitglied der Bremischen Bürgerschaft und in verschiedene Deputationen und Ausschüssen der Bürgerschaft tätig. 